# Coppa di Francia 1996-1997
La 80ª edizione della Coppa di Francia, quella 1996-1997, fu vinta dall'OGC Nizza.

## Trentaduesimi di finale
| Squadra 1                | Risultato       | Squadra 2               |
| ------------------------ | --------------- | ----------------------- |
| Metz                     | 3 - 3 (1-3 dcr) | Montpellier             |
| Olympique Marsiglia      | 0 - 1           | Lilla                   |
| Laval                    | 1 - 0           | Monaco                  |
| Sochaux                  | 3 - 1 (dts)     | Nancy                   |
| Valence                  | 0 - 1           | Nizza                   |
| Niort                    | 2 - 1           | Le Havre                |
| Besançon                 | 0 - 3           | Paris Saint-Germain     |
| ÉSA Brive                | 1 - 3 (dts)     | Bordeaux                |
| Stade montois            | 0 - 1 (dts)     | Guingamp                |
| ES Vitrolles             | 2 - 1 (dts)     | Nantes                  |
| Bourges Football         | 0 - 3           | Lens                    |
| La Roche Vendée Football | 2 - 4           | Bastia                  |
| Vitré                    | 1 - 3           | Olympique Lione         |
| AS Muret                 | 1 - 2           | Cannes                  |
| SC Schiltigheim          | 0 - 4           | Strasburgo              |
| Carquefou                | 0 - 1 (dts)     | Caen                    |
| Stade Reims              | 2 - 3           | Rennes                  |
| Vervins                  | 0 - 6           | Auxerre                 |
| Épinal                   | 0 - 0 (5-6 dcr) | Troyes                  |
| Aubervilliers            | 1 - 2           | Red Star                |
| Créteil-Lusitanos        | 5 - 0           | CS Louhans-Cuiseaux     |
| Martigues                | 3 - 1 (dts)     | Istres                  |
| Wasquehal                | 2 - 2 (5-3 dcr) | Amiens                  |
| Raon-l'Étape             | 1 - 1 (4-3 dcr) | Tolosa                  |
| Clermont Foot            | 3 - 2           | Lorient                 |
| FC Saint-Lô Manche       | 1 - 1 (3-1 dcr) | Châteauroux             |
| St-Louis Neuweg          | 0 - 3           | Gueugnon                |
| Paris FC                 | 3 - 2           | Stade Poitevin FC       |
| US Fécamp                | 4 - 3           | Avranches               |
| Aurillac Arpajon         | 3 - 1           | Villefranche            |
| JA Armentières           | 0 - 3           | Boulogne                |
| Niort Saint-Liguaire     | 1 - 2 (dts)     | Toulouse Fontaines Club |

## Sedicesimi di finale
| Squadra 1          | Risultato       | Squadra 2           |
| ------------------ | --------------- | ------------------- |
| Bastia             | 2 - 2 (3-4 dcr) | Nizza               |
| Auxerre            | 0 - 0 (5-4 dcr) | Lens                |
| Lilla              | 1 - 0           | Olympique Lione     |
| Rennes             | 0 - 1           | Troyes              |
| Montpellier        | 2 - 0           | Sochaux             |
| US Fécamp          | 0 - 2           | Paris Saint-Germain |
| Paris FC           | 0 - 1           | Cannes              |
| Wasquehal          | 1 - 3           | Guingamp            |
| Raon-l'Étape       | 0 - 1           | Strasburgo          |
| FC Saint-Lô Manche | 1 - 2 (dts)     | Caen                |
| Tolosa             | 0 - 2           | Bordeaux            |
| Red Star           | 1 - 2           | Niort               |
| Boulogne           | 1 - 2           | Laval               |
| Aurillac Arpajon   | 2 - 2 (4-5 dcr) | Gueugnon            |
| Clermont Foot      | 1 - 1 (5-3 dcr) | Martigues           |
| ES Vitrolles       | 0 - 0 (4-5 dcr) | Créteil-Lusitanos   |

## Ottavi di finale
| Squadra 1         | Risultato   | Squadra 2           |
| ----------------- | ----------- | ------------------- |
| Guingamp          | 1 - 0       | Caen                |
| Bordeaux          | 1 - 0       | Cannes              |
| Lilla             | 0 - 3       | Montpellier         |
| Troyes            | 1 - 0       | Auxerre             |
| Nizza             | 2 - 0       | Gueugnon            |
| Créteil-Lusitanos | 1 - 0       | Strasburgo          |
| Clermont Foot     | 4 - 4 (dts) | Paris Saint-Germain |
| Niort             | 0 - 1       | Laval               |

## Quarti di finale
| Squadra 1         | Risultato   | Squadra 2   |
| ----------------- | ----------- | ----------- |
| Bordeaux          | 1 - 2       | Montpellier |
| Laval             | 1 - 0       | Troyes      |
| Créteil-Lusitanos | 1 - 3 (dts) | Guingamp    |
| Clermont Foot     | 1 - 2 (dts) | Nizza       |

## Semifinali
| Squadra 1 | Risultato   | Squadra 2   |
| --------- | ----------- | ----------- |
| Guingamp  | 2 - 0 (dts) | Montpellier |
| Laval     | 0 - 1       | Nizza       |

| Laval 20 aprile 1997                          | Laval     | 0 – 1 referto | Nizza | Stade Francis Le Basser |
| \| \| \| \| \| \| Marcatori \| 33’ De Neef \| |           |               |       |                         |
|                                               |           |               |       |                         |
|                                               | Marcatori | 33’ De Neef   |       |                         |

| Guingamp 19 aprile 1997                                 | Guingamp  | 2 – 0 referto | Montpellier | Stade du Roudourou |
| \| \| \| \| \| Wreh 109’ Carnot 120’ \| Marcatori \| \| |           |               |             |                    |
|                                                         |           |               |             |                    |
| Wreh 109’ Carnot 120’                                   | Marcatori |               |             |                    |

## Finale
| Squadra 1 | Risultato       | Squadra 2 |
| --------- | --------------- | --------- |
| Nizza     | 1 - 1 (4-3 dcr) | Guingamp  |

| Arbitro: | Sars |

|                                          |                      |                                         |
| Salimi 21’                               | Marcatori            | 78’ Laspalles                           |
| Onorati De Neef Tatarian Gomis Vermeulen | Tiri di rigore 4 – 3 | Carnot Baret Horlaville Vannuchi Michel |